# Hosoya Jūdayū

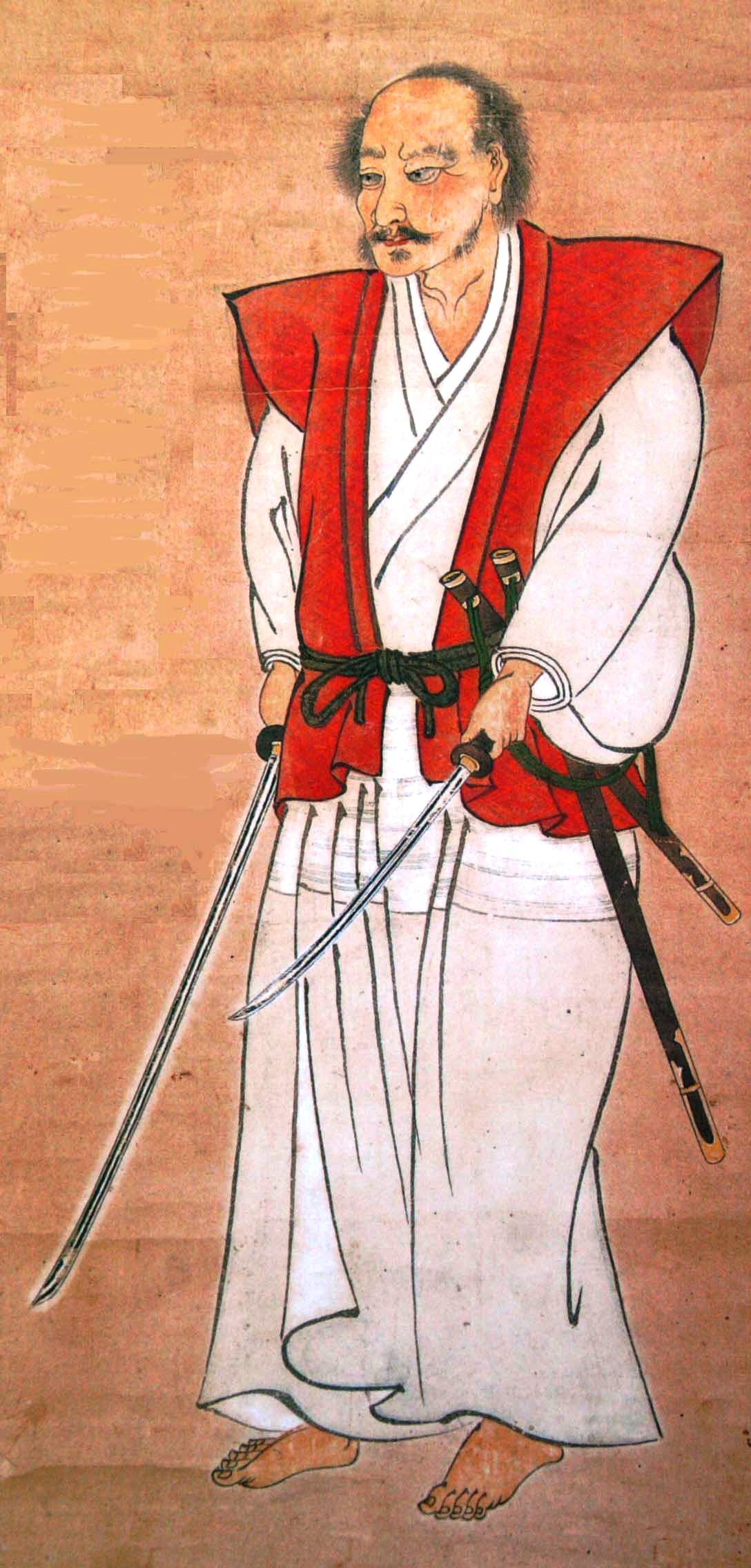
Un samouraï.

Mon (emblème) du clan Date.

Jūdayū Hosoya (十太夫 細谷, 1839-1907) est un samouraï japonais de la fin de l'époque d'Edo (1603-1868). Il servait le clan Date du domaine de Sendaï et devint célèbre pour sa participation à la guerre de Boshin. Il est aussi connu sous les noms de Naohide (直秀) et Buichiro (武一郎).

## Biographie
La famille Hosoya prétendait descendre de Jinbei Hosoya, un homme de la province de Yamashiro, qui donna son nom au village de Hosoya dans le district de Date. Pendant plusieurs générations, la famille fut au service du clan Date en qualité de gardes, et recevait une pension de 50 koku. La date de naissance de Jūdayū est incertaine ; certains croient qu'il est né en 1840, d'autres parlent de 1845. Il perdit ses parents pendant sa jeunesse et fut confié aux soins de son grand-père Sanjūrō. Il étudia le maniement des armes (épée, lance, arc), l'artillerie et le bugyo (une forme d'aïkido). Selon la volonté de son grand-père, il commença à travailler dans le temple Chūrenji à Shiogama. Plus tard, il devint fonctionnaire dans la construction, et intégra brièvement les forces de sécurité de Sendaï à Kyoto, devant l'entrée du palais impérial.
Pendant la guerre de Boshin, il fut officier éclaireur puis dirigea un groupe de miliciens appelé « la Brigade Corbeau » (Karasugumi) à cause de leurs vêtements noirs. Yoshikuni Date le nomma capitaine des pages et lui donna le nom honorifique de buichirō.
Après l'abolition des domaines en 1871, Jūdayū travailla étroitement avec des grandes figures de l'époque telles que Takeaki Enomoto, Naoyuki Nagai et  Sawa Tarōzaemon. Il intégra l'armée impériale japonaise au milieu des années 1870 et fut lieutenant pendant la rébellion de Satsuma, recevant l'ordre du Soleil levant pour sa valeur au combat.
Il participa plus tard à la guerre sino-japonaise (1894-1895) avant de rentrer à Sendaï pour devenir moine sous le nom d'« Asen » (鴉仙), un patronyme combinant le kanji de corbeau (鴉) avec le « sen » (仙) de Sendaï.
Jūdayū meurt en 1907. Son fils,  Hosoya Jūtarō (1862-1933), devint agriculteur.
Aujourd'hui, l'armure (jinbaori) de Jūdayū est exposée au musée d'histoire de Tōhoku dans la préfecture de Miyagi.